# سرزمین مادری (فیلم ۲۰۱۰)
«سرزمین خانگی» (እናት ሀገር) فیلمی در ژانر مستند است که در سال ۲۰۱۰ منتشر شد.